# 圖里恰尼
51°4′13″N 24°19′29″E / 51.07028°N 24.32472°E
圖里恰尼（烏克蘭語：Туричани），是烏克蘭的村落，位於該國西部沃倫州，由科韋利區負責管轄，始建於1794年，面積1平方公里，海拔高度178米，人口150，人口密度每平方公里222.44人。